# Acuario de Bangkok

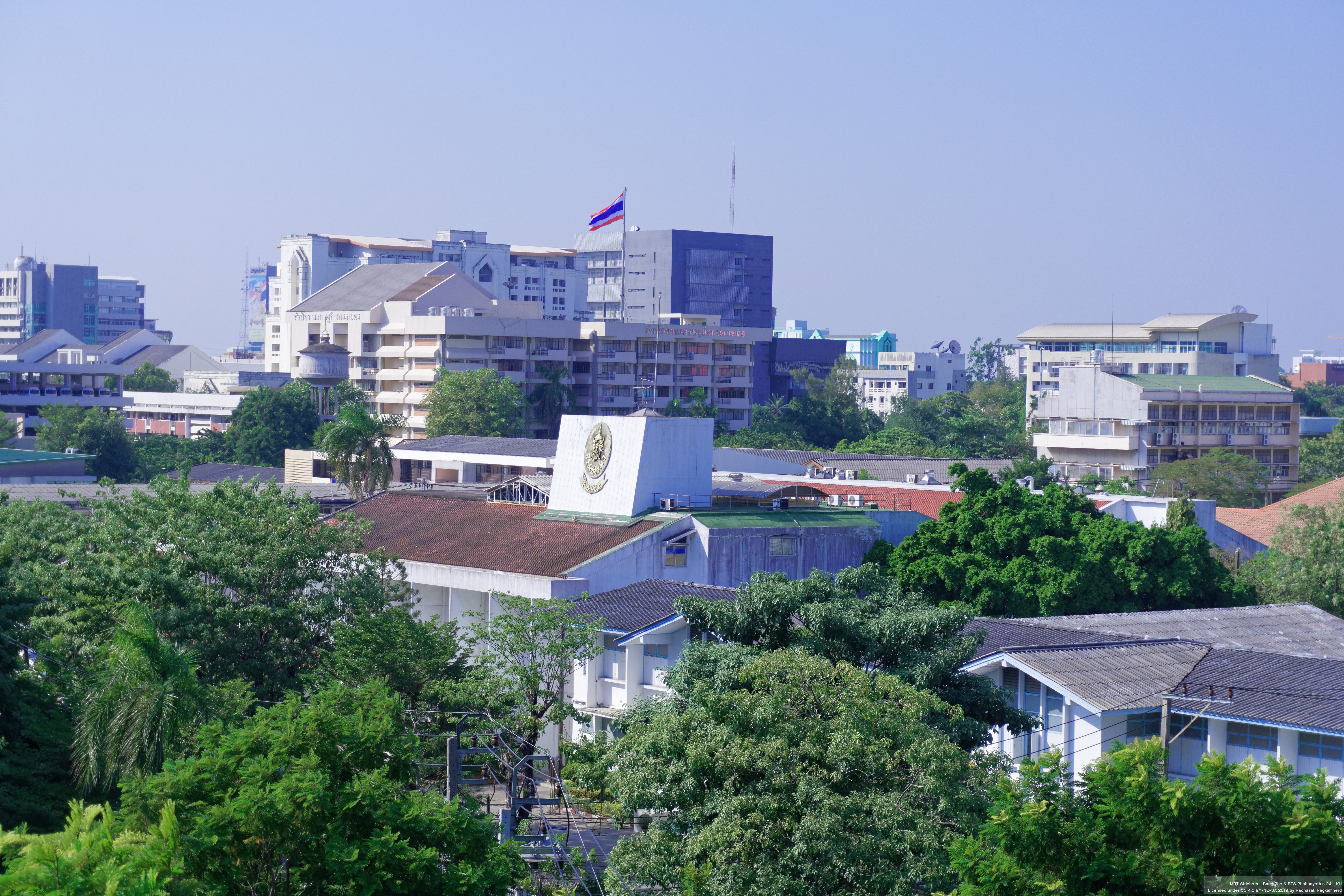
BTS Kasetsart University-Bangkok Aquarium

El Acuario de Bangkok (en tailandés: สถานแสดงพันธุ์สัตว์น้ำจืดกรุงเทพมหานคร) fundado en 1940, es el más antiguo acuario de Tailandia. Ubicado en el campus principal de la Universidad Kasetsart, en la ciudad de Bangkok, el acuario es el hogar de alrededor de 560 especies de peces de agua dulce nativas de Tailandia, así como alrededor de 100 especies de plantas de acuario. Las especies incluyen bagresgigante, y peces tigre siameses. El acuario es propiedad y está operado por el Departamento de Pesca de Tailandia.